# Erodium nanum
Erodium nanum là một loài thực vật có hoa trong họ Mỏ hạc. Loài này được Blatt. mô tả khoa học đầu tiên năm 1933.